# John Duncan (homme politique canadien)
John Duncan (né le 19 décembre 1948 à Winnipeg, Manitoba) est un homme politique canadien. 

## Biographie
Il a siégé à la Chambre des communes de 1993 à janvier 2006, et à nouveau depuis octobre 2008, pour le comté de Île de Vancouver-Nord. Le 6 août 2010, il est entré au Conseil des Ministres comme ministre des Affaires indiennes et du Nord canadien, interlocuteur fédéral auprès des Métis et des Indiens non inscrits, et ministre responsable de l'Agence canadienne de développement économique du Nord (CanNor).
Lors des élections générales de 2015, il a été défait par Gord Johns du Nouveau Parti démocratique dans la nouvelle circonscription de Courtenay—Alberni.